# Automerina carina
Automerina carina is een vlinder uit de familie nachtpauwogen (Saturniidae), onderfamilie Hemileucinae.
De wetenschappelijke naam van de soort is voor het eerst geldig gepubliceerd door Meister, Naumann & Brechlin in 2005.